# 순천승남중학교 외서분교
순천승남중학교 외서분교(順天昇南中學校 外西分校)는 전라남도 순천시 외서면 화전리에 있었던 공립 중학교이다.

## 학교 연혁
- 1973년 3월 8일: 개교
- 2018년 2월 28일: 45년만에 폐교[1]

## 참고 자료
- 순천승남중학교 외서분교 - 한국교육학술정보원 학교알리미